# Матч-турнир ФИДЕ 1984—1988
Матч-турнир ФИДЕ 1984—1988 — 3-й матч-турнир. Организован Постоянной комиссией ФИДЕ по шахматной композиции. 
Участвовали команды 28 стран. Главный арбитр — Д. Блондель (Франция). Проводился по 7 разделам композиции: двух- и трёхходовки‚ «сказочные шахматы» — по 2 темы; многоходовки, этюды, кооперативные и обратные маты — по 1. На каждую тему давалось право представить 3 композиции (из них 2 — зачётные). Допускалось соавторство. Всего представлено 629 композиций (198 зачётных) 290 авторов. Композиция, занявшая 1-е место, получала 20 очков, 2-е — 19 и так далее. Максимальное количество очков — 312. (Каждая команда могла выступать только по 8 темам.)

## Итоги
1. СССР — 197 очков;
2. Польша — 156;
3. Югославия — 150;
4. ЧССР — 135;
5. Греция — 132½;
6. Франция — 127;
7. Нидерланды — 116½;
8. ФРГ — 108;
9. Норвегия — 99½;
10. Румыния — 85;
11. Израиль — 85;
12. Индия — 83;
13. Великобритания — 73;
14. Швеция — 70½;
15. ГДР — 69;
16. Аргентина — 68½;
17. США — 67;
18. Венгрия — 59;
19. Болгария — 53½;
20. Финляндия — 50½;
21. Италия — 30½;
22. Бельгия — 29;
23. Австрия — 22;
24. Швейцария — 14;
25. Испания — 8;
26. Бразилия — 5;
27. Дания — 4;
28. Монголия — 0.

## Личный зачёт
- 1. Я. Русинек (Польша) — 69 очков;
- 2. Н. Г. Г. ван Дейк (Норвегия) — 61½;
- 3. М. Калью (Франция) — 50;
- 4. Б. Заппас (Греция) — 49;
- 5—6. М. Ковачевич (Югославия) и М. Вукчевич (США) — по 47;
- 12—13. В. Руденко — 37;
- 14. Ю. Гордиан — 36;
- 21-—22. В. Копаев — 32.

## Итоги по отдельным разделам и доскам
- Указаны: 3 лучшие команды и набранные очки и результаты команды СССР; победители и зачётные места советских шахматных композиторов.

### Двухходовки
- 1-я доска: 84 задачи. Судья — Ж. Савурнен (Франция).

- 1—2. Нидерланды, СССР — по 34 очка;
- 3. Польша — 26.

- 1. Г. Жук (Польша);
- 2. В. Чепижный;
- 6. Д. Банный и В. Копаев.

- 2-я доска: 68 задач. Судья — Ф. Саласар (Испания).

- 1. Греция — 35;
- 2. Норвегия — 32½;
- 3. Румыния — 27;
- 6. СССР — 20.

- 1. Э. Добреску (Румыния);
- 10. А. Кузовков;
- 12. М. Марандюк.

### Трёхходовки
- 1-я доска: 63 задачи. Судья — Э. Холладей (США).

- 1. Франция — 34;
- 2—3. Великобритания, СССР — по 23.

- 1. М. Калью и Ж.-М. Лусто (Франция);
- 2. А. Кузовков;
- 17. А. Загоруйко.

- 2-я доска: 67 задач. Судья Н. Маклеод (Великобритания).

- 1. ФРГ — 29;
- 2. США — 21;
- 3—4. ЧССР, Великобритания — по 20;
- 6. СССР — 17.

- 1. Р. К. О. Мэттьюз (Великобритания);
- 4. В. Копаев и В. Рычков.

### Многоходовки
- 40 задач. Судья — Р. Кофман.

- 1. СССР — 36;
- 2. ФРГ — 34;
- 3. США — 26.

- 1. X. Рем (ФРГ);
- 2. Ю. Гордиан и В. Руденко;
- 4. А. Феоктистов.

### Этюды
- 38 этюдов. Судья — П. Перконоя (Финляндия).

- 1—2. Нидерланды, Польша — по 32;
- 3. Израиль — 26;
- 6—7. СССР — 19.

- 1. А. Кораньи (Венгрия);
- 9. Н. Кралин и И. Крихели;
- 14. А. Максимовских.

### Кооперативные маты в 2 хода
- 81 задача. Судья — Э. Русенеску (Румыния).

- 1. Аргентина — 36½;
- 2. Югославия — 29;
- 3—5. Болгария, Финляндия, Италия — по 16½;
- 9. СССР — 13.

- 1. Х.-А. Мейлан и X. А. Панкальдо (Аргентина);
- 10. А. Лобусов;
- 19. Д. Гургенидзе и Н. Кралин.

### Обратные маты в 3 хода
- 78 задач. Судья — Р. Руппин (Израиль).

- 1. СССР — 35;
- 2. Польша — 30;
- 3—4. Израиль, Индия — по 20.

- 1. У. Авнер (Израиль);
- 2. В. Руденко;
- 4. Ю. Гордиан и Н. Плетнёв.

### «Сказочные шахматы»
Команда СССР участия не принимала. 

#### Трёхходовка. Цирце
- 68 задач. Судья — Б. Линдгрен (Швеция).

- 1—2. Франция. Израиль — по 34;
- 3. Югославия — 20.

- 1. Б. Джурашевич (Югославия).

#### Двухходовки со «сказочными» фигурами
- 42 задачи. Судья — Б. Эллингховен (ФРГ).

- 1. Франция — 32;
- 2. Индия — 31;
- ЧССР — 29.

- 1. Н. Шанкар Рам (Индия).